# Punta Cisne
La punta Cisne o punta del Caballo (en inglés: Swan Point) es un cabo rocoso que marca el extremo noreste de la isla San José, ubicada al sudoeste de la isla Gran Malvina, en las Islas Malvinas. También marca la entrada sudoeste a la bahía San Julián.